# 秋田北部喜悅
秋田北部喜悅（日：秋田ノーザンハピネッツ），主場根據地為秋田縣秋田市，主場館為秋田市立體育館。成立於2010年，目前隸屬於日本職業籃球聯盟B.LEAGUE東區。

## 概要
作為秋田縣內首支職業運動隊伍，球團於2009年1月創立，並自bj聯盟2010-11賽季開始參與比賽。隨著日本國內職業籃球聯賽的重組，自2016年起轉屬B.LEAGUE。
隊名「喜悅」是從3,117件公開募集的名稱中選出的，蘊含著「希望大家都能共享幸福」的願望。此名稱再結合秋田的橄欖球隊「秋田北部子彈橄欖球俱樂部」的「北部」。最終定名為「Northern Happinets（北部喜悅）」。
隊徽是由設計師東海林諭宣所創作、設計中融入了象徵秋田這個日本著名稻米產地的稻穗元素，寓意著勝利與豐收的願望。秋田的「應援團（球迷）」以狂熱著稱，即便是在客場比賽，也能動員大量球迷，將觀眾席染成如同主場般的一片粉紅，因此被稱為「瘋狂粉紅（Crazy Pink）」。
營運企業的名稱在創立初期為「秋田職業籃球俱樂部股份有限公司」，2017年時更名為與球隊同名的「秋田北部喜悅股份有限公司（秋田ノーザンハピネッツ株式会社）」。2020年，公司將辦公室搬遷至與球隊訓練基地相同的「秋田北方門廣場」內。

### 球衣
從 2010-11 賽季到 2013-14 賽季，球隊的球衣以「稻穗金」（いなほゴールド）為主色調；但自 2014-15 賽季起，改為以「喜悅粉」（ハピネッツピンク）為主色，展現出更鮮明的球隊形象。。

### 球衣贊助商（2024-25 賽季）
- 球衣正面：SOYU（日语：ソユー）（左肩）、TDK（中央）
- 球衣背面：JA全農（日语：全国農業協同組合連合会）（背號下方、並標註「秋田小町」）
- 球褲：秋田魁新報（右前腰部）、Cosmo工機（コスモ工機）（右前大腿上方）、秋田銀行（右前大腿下方）、能代電設工業（左前大腿上方）、菅與集團（菅与グループ）（左前大腿下方）、秋田市（右後側 標註 竿燈）、秋田県（左後側上方 標註「秋田美人（あきたびじん）、DOWA控股（日语：DOWAホールディングス）（左後側下方）

### 歷代球衣
| HOME      | HOME      | HOME      | HOME      | HOME      |
| --------- | --------- | --------- | --------- | --------- |
| 2016 - 19 | 2019 - 20 | 2020 - 21 | 2021 - 22 | 2022 - 23 |
| 2023 - 24 | 2024 - 25 |           |           |           |
|           |           |           |           |           |

| AWAY      | AWAY      | AWAY      | AWAY      | AWAY      |
| --------- | --------- | --------- | --------- | --------- |
| 2016 - 19 | 2019 - 20 | 2020 - 21 | 2021 - 22 | 2022 - 23 |
| 2023 - 24 | 2024 - 25 |           |           |           |
|           |           |           |           |           |

| Other                              | Other                     | Other                     | Other                     | Other                     |
| ---------------------------------- | ------------------------- | ------------------------- | ------------------------- | ------------------------- |
| 2019 - 20 · 球迷版 · 球衣          | 2020 - 21 · 球迷版 · 球衣 | 2021 - 22 · 球迷版 · 球衣 | 2022 - 23 · 球迷版 · 球衣 | 2023 - 24 · 球迷版 · 球衣 |
| 2024 - 25 · 3rd · 15週年特別紀念服 |                           |                           |                           |                           |
|                                    |                           |                           |                           |                           |

## 歷史
秋田縣是日本高中籃球全國冠軍次數最多的學校——秋田縣立能代工業高等學校（已因整併而廢校）的所在地，加上曾為勁旅的Yokohama Giga Spirits最初也以秋田為根據地，因此被公認為籃球熱情極高的地區。在這樣的背景下，2007年以湯澤等縣南地區為中心，成立了「秋田職業籃球隊設立檢討委員會」，並嘗試加入bj聯盟，但最終未能實現。之後，於2008年6月19日正式成立「打造秋田職業籃球隊之會」，再次啟動加入bj聯盟的計畫。同年，秋田縣內首次舉辦職業隊的季前熱身賽，由仙台89人對陣新潟天鵝BB。當時仙台隊中有出身秋田的高橋憲一，而新潟天鵝BB則有長谷川誠，兩位皆為秋田出身的選手。
2009年1月30日，作為運營母隊的「秋田職業籃球俱樂部株式会社」成立，並於5月26日決定新加入聯賽。9月23日，舉行了第二場季前賽，對戰對手為仙台對上三遠新鳳凰（當時新鳳凰的中村和雄教練也是秋田出身）在這場比賽中，隊名「秋田北部喜悅」（秋田ノーザンハピネッツ）也正式公布。2010年4月29日，通過網路投票從三種設計中選出了以稻穗為元素的隊徽，成為該隊的正式隊徽。。

### bj聯賽

#### 2010-11賽季
來自秋田縣、曾是前博世藍風隊球員的大場清悦就任總經理（GM）。
2010年6月，球隊從新潟網羅了當時宣佈成為自由球員的長谷川誠，聘為球員兼教練。實質上的總教練則由前滋賀隊總教練Bob Pierce擔任，成為球隊的首任總教練。。
在擴編選秀中，球隊選中了水町亮介；在新人選秀上，選中了出身於能代工業高中的信平優希；在育成選秀中，則選中了畢業於盛岡南高中、當時就讀於富士大學的澤口誠。此外，透過球隊甄選會網羅了菊地勇樹，並透過與香川五箭的金錢交易，獲得了庄司和廣。外籍球員方面，球隊與Antonio Burks、Sek Henry、Anthony Coleman、Paul Butorac等人簽約，迎接球季開幕。
開幕戰迎戰仙台，於秋田縣立體育館舉行，不過球隊以連敗開局。首場勝利是在第四場比賽，作客新潟時取得的。此後雖然曾在客場對上前一年冠軍浜松時表現頑強，但仍未能取得連勝，導致敗場累積，半季結束時在七支球隊中排名第六
在這段期間，球隊補強了道昆·阿金巴德。進入2011年後，與原本為練習生的鄭世泳、村上大與伊計郁也簽下正式合約。、同年2月，因安東尼·科爾曼受傷，與其解除合約，並補進了威爾·格雷夫斯。
由於3月發生的東日本大地震影響，東區的仙台89人、埼玉野馬、東京阿帕契三支球隊被迫停止活動，因此雖然秋田在東區僅排名第六，仍因名額遞補，在加盟首年便首次晉級季後賽。同時，秋田也透過「選手救援制度」從埼玉以租借方式補強了北向由樹。
在季後賽中，秋田對上東區第二的新潟，然而首戰以75比72落敗，第二戰亦以84比76再度吞敗，結束了球隊的第一個賽季。
賽季結束後，總教鮑伯．皮爾斯因合約到期卸任，球團隨後宣布由前三遠新鳳凰總教練中村和雄接任。

### B.LEAGUE

#### 2023-24賽季（B1 東區）
多田武史轉隊至福島火絆、大浦颯太加盟三遠新鳳凰，原先與秋田簽下三年合約的川嶋勇人、來到第 2 年則主動提出轉隊申請，改披名古屋戰鷹戰袍，伊藤駿則轉隊至富山松雞。加入方面，熊谷航自信州勇士轉來，赤穂雷太自橫濱海盜加盟，藤永佳昭則自東京電擊轉入。洋將部分，史蒂夫·查克選擇續留，基德與坎特結束合約，基德之後轉戰信州勇士。新加入的洋將為來自考哈約基棕熊的傑伊·克羅克特，以及哈佛大學出身的羅伯特·貝克。教練團部分，助理教練凱文·布拉斯維爾與田中誠人離隊，田中誠人轉往鹿兒島列布尼斯，布拉斯維爾則前往宇都宮皇者。新加入的教練團成員包含來自澳洲阿得雷德36人的米克·道納（Mick Downer ）、來自茨城機器人的福田将吾，以及來自千葉噴射機的奈良篤人。
新賽季首戰為第 11 屆東北盃第二天的準決賽，對上青森熱力。當時赤穂雷太與熊谷航因參加亞洲盃無法出賽，藤永佳昭則因身體不適缺陣，最終秋田以 84-70 取勝。決賽對上仙台 89 人，最終以 76-89 落敗，獲得亞軍。
開季首戰作客對上Levanga北海道，以 69-59 取勝，但第二戰以 70-79 落敗。回到主場面對島根魔術時遭遇連敗。隔週對上京都拿下一勝一敗，不過中山拓哉在該戰中右手遠端橈骨骨折，需休養六週。第 4 輪面對東京電擊吞敗，第 5 輪對上三遠則再度連敗。此時戰績僅 2 勝 7 敗，洋將優勢無法發揮，球隊調整呼聲漸起。
11 月 2 日，球團宣布與克羅克特協議解約，為補上其空缺，球團簽下前效力於Tryhoop 岡山的傑羅姆·提爾曼，為期短約。第 6 輪對佐賀氣球取一勝一敗，第 7 輪對仙台89人以 66-87 慘敗。第 8 輪對 A 東京首戰大敗 48-78，次戰也無力回天。11 月 17 日，藤永佳昭因左膝傷勢惡化，於 14 日接受手術。
休兵週後，與提爾曼的短約到期，貝克也與球團協議解約。新洋將方面，球團找回曾效力過的哈維爾·卡特，並從西班牙找來坦納·萊斯納加盟。第 9 輪對信州連勝，第 10 輪擊敗宇都宮皇者，第 11 輪對橫濱海盜連勝，第 12 輪也擊敗大阪七福神，一舉拉出 6 連勝。可惜第 2 戰以 63-65 落敗，無緣創下隊史首度 7 連勝。
第 13 輪擊敗群馬雷鶴、第 14 輪戰勝茨城機器人、第 15 輪擊敗名古屋戰鷹，帶著 5 連勝結束 2023 年。年後，第 16 輪敗給廣島蜻蜓、第 17 輪不敵千葉噴射機，第 18 輪於主場對長崎維爾卡取下連勝。此役中，史蒂夫·查克受傷並列入傷兵名單。球團緊急簽下前富山松雞洋將安吉洛·卓補位，同時也引進來自東海大學的特別指定選手元田大陽。
第 19 輪對川崎勇者雷霆吞下連敗。1 月 29 日，球團再度簽下第二位特別指定選手──來自羽黑高中的小川瑛次郎。第 20 輪對茨城機器人以 64-50 取勝，第 21 輪對富山松雞連勝，但第 22 輪面對東京電擊以 68-77 落敗。第 23 輪面對三河海馬取連勝。
3 月 1 日，扎克從傷兵名單回歸，安吉洛·卓則改登錄為傷兵。第 24 輪對名古屋鑽石海豚連敗，第 25 輪大勝仙台89人 90-59。第 26 輪敗給宇都宮 63-90，第 27 輪對琉球黃金國王一勝一敗。第 28 輪擊敗群馬，第 29 輪對上澀谷陽光搖滾連敗，且萊斯納在第 2 戰中腦震盪退場。第 30 輪再度面對宇都宮，以 51-86 落敗。
4月9日球團宣布與萊斯納解約。依 B.LEAGUE 規定，例行賽最後登錄日後無法再新增傷兵名單，為登錄喬爾，只能忍痛與萊斯納解約，球團在官方公告中也表達了不捨。
第31輪以81-76擊敗千葉這是七季以來首度擊敗千葉。第 32 輪對仙台一勝一敗，第 33 輪以 81-94 不敵茨城，第 34 輪對群馬一勝一敗，第 35 輪對北海道拿下連勝。最終第 36 輪再遇千葉，首戰以 72-88 落敗，但第 2 戰經歷兩度延長以 93-88 贏得勝利。
秋田以 30 勝 30 敗，東地區第 5 名的成績結束本賽季。

#### 2024-25賽季（B1 東區）
離隊球員：

史蒂夫·查克成為自由球員、長谷川暢轉隊至茨城機器人、王偉嘉轉隊至福島火絆、古川孝敏轉隊至京都創榮、保岡龍斗轉隊至名古屋戰鷹、安吉洛·卓轉戰至東京聯隊、藤永佳昭轉隊至富山松雞、哈維爾·卡特轉隊至滋賀湖星。
新加入球員：

來自大阪七福神的土屋时生、來自奈良雄心的栗原 翼。

亞洲外援部分，來自新北中信特攻的阿巴西正式加盟。
外籍球員：

坦納·萊斯納續約、立陶宛籃球聯賽維爾紐斯狼的Christian Mekowulu、西班牙籃球甲級聯賽武康莫夕亞籃球俱樂部的雅尼斯·莫林也加入球隊。

## 歷任總教練
| 教練名        | 接任年份 | 解任年份 | 總冠軍 | 聯盟                                           | 備註 |
| Robert Pierce | 2010年   | 2010年   |        | BJ聯盟                                         |      |
| 中村和雄      | 2011年   | 2014年   |        | BJ聯盟                                         |      |
| 長谷川誠      | 2014年   | 2017年   |        | BJ聯盟（2014年–2016年） B聯賽（2016年–2017年） |      |
| Josep Clarós  | 2017年   | 2019年   |        | B聯賽                                          |      |
| 前田顯藏      | 2019年   |          |        | B聯賽                                          |      |

## 歷年成績

### BJ聯盟時期
| 球季    | 勝 | 敗 | 勝率  | 排名    | 備註     |
| 2010–11 | 18 | 32 | 0.360 | 東區第6 |          |
| 2011–12 | 28 | 24 | 0.538 | 東區第3 |          |
| 2012–13 | 26 | 26 | 0.500 | 東區第5 |          |
| 2013–14 | 40 | 12 | 0.769 | 東區第3 |          |
| 2014–15 | 41 | 11 | 0.788 | 東區第1 | 東區冠軍 |
| 2015–16 | 35 | 17 | 0.673 | 東區第3 |          |

### B聯賽時期
| 球季    | 聯盟   | 勝 | 敗 | 勝率  | 排名      | 備註                    |
| 2016–17 | B1聯賽 | 18 | 42 | 0.300 | 東地區第5 | 降級至B2聯賽            |
| 2017–18 | B2聯賽 | 54 | 6  | 0.900 | 東地區第1 | 東地區冠軍 升級至B1聯賽 |
| 2018–19 | B1聯賽 | 17 | 43 | 0.283 | 東地區第5 |                         |
| 2019–20 | B1聯賽 | 19 | 22 | 0.463 | 東地區第5 | 因COVID-19取消剩餘賽季  |
| 2020–21 | B1聯賽 | 28 | 31 | 0.475 | 東地區第7 |                         |
| 2021–22 | B1聯賽 | 31 | 23 | 0.574 | 東地區第5 |                         |

## 外部連結
- 秋田北部喜悅官方網站 （页面存档备份，存于）（日語）
- 秋田北部喜悅的X（前Twitter）（日語）
- 秋田北部喜悅的Facebook專頁（日語）
- 秋田北部喜悅的Instagram帳戶（日語）
- 秋田北部喜悅的Instagram帳戶（繁體中文）